# كارلوس ماورو بيريرا دا سيلفا
كارلوس ماورو بيريرا دا سيلفا هو لاعب كرة قدم برازيلي، ولد في 10 أغسطس 1978 في البرازيل. لعب مع أوفي كريت وباناثينايكوس.

## وصلات خارجية
- كارلوس ماورو بيريرا دا سيلفا على موقع قاعدة بيانات كرة القدم.إي يو (الإنجليزية)
- كارلوس ماورو بيريرا دا سيلفا على موقع عالم كرة القدم.نت (الإنجليزية)